# Bathysciadium xylophagum
Bathysciadium xylophagum é uma espécie de búzio, um molusco gastrópode marinho da família Bathysciadiidae.

## Distribuição
- Mar Mediterrâneo[3]
- Águas europeias[2]